# Piramida Iput

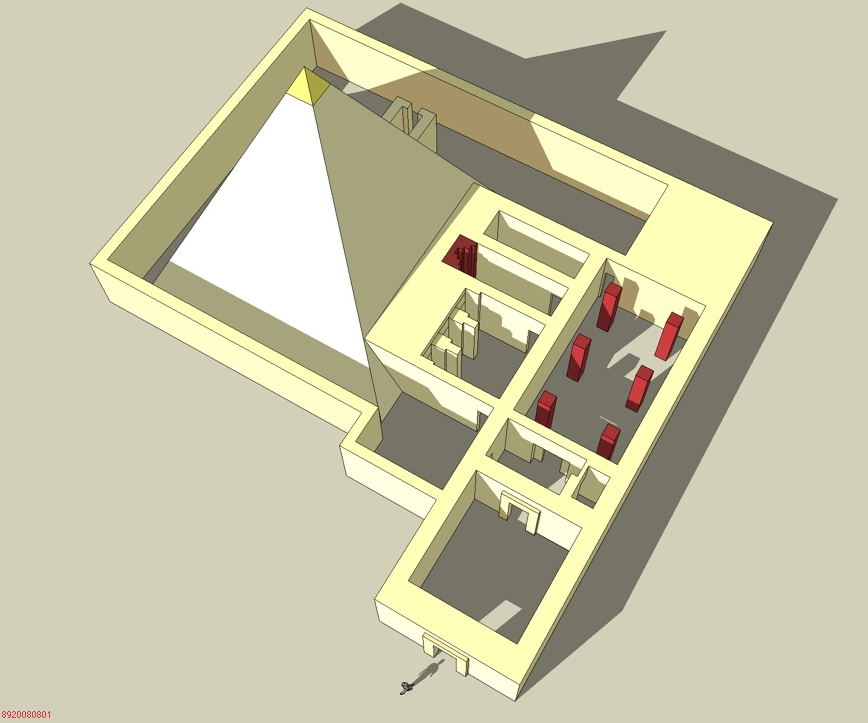
Piramida Iput

Piramida Iput – mała piramida żony władcy starożytnego Egiptu Tetiego i matki Pepiego I, Iput. Położona jest na nekropoli w Sakkarze,  90 m na północ od piramidy Tetiego.
Kompleks grobowy Iput charakteryzował się pewnymi nietypowymi cechami. Nie zawierał świątyni dolnej, drogi procesyjnej ani małej piramidy kultowej, a więc elementów charakterystycznych dla kompleksów grobowych władców starożytnego Egiptu.
Jej świątynia grobowa była również daleka od planu konstrukcji tego typu. Wejście do niej znajdowało się od południa, od strony piramidy męża. W sala wejściowej znajdowały się 4 wapienne kolumny, poprzedzane przez przedsionek z 2 kolumnami. Na ścianach sali wejściowej znajdowały się w niej sceny militarne, niezwykłe jak na dzieła sztuki z okresu Starego Państwa. Wewnętrzna część świątyni obejmowała salę składania ofiar, w południowej części znajdowały się 3 głębokie nisze z posągami królowej, w północnej części położony był magazyn świątynny. W sali ofiarnej pierwotnie znajdowały się także ślepe wrota, umieszczone na ścianie przylegającej do piramidy. Przed ślepymi wrotami stał ołtarz z różowego granitu, zawierający inskrypcję potwierdzającą fakt, że Iput była matką Pepiego. Interesującym faktem jest to, że nie jest to jedyna świątynia grobowa tej królowej, inną odnaleziono w Koptos w południowym Egipcie.
Sama piramida miała wysokość 21 m, długość boku również 21 m, a kąt nachylenia – 63°. Opierała się cała na trzystopniowym rdzeniu. Jak i inne piramidy władców, wejście z kaplicą znajdowało się od strony północnej, ale ulokowane było na poziomie drugiej warstwy rdzenia i przechodziło w pionowy szyb. W związku z tą konstrukcją grobowca sądzi się, że piramida ta była pierwotnie mastabą i dopiero później została przekształcona w piramidę, prawdopodobnie przez syna Iput, Pepiego. W komorze grobowej odnaleziono wapienny sarkofag i resztki cedrowej trumny z kośćmi królowej. Odnaleziono tam też resztki wyposażenia grobowego, tym 5 wapiennych waz kanopskich (z czego jedna musiała pochodzić z innego pochówku, gdyż zwykle mumii zmarłego towarzyszyły tylko 4 wazy), złotą bransoletę, fragmenty naszyjnika, małą alabastrową tablicę z nazwami 7 świętych olejów, miedziane i alabastrowe naczynia.
Cały kompleks grobowy był otoczony wapiennym murem okalającym.
Piramida ta została odkryta już w początkach XX w. przez Loreta, ale prace przy niej trwają i współcześnie, obecnie pod nadzorem Zahiego Hawassa.